# 嵩陵
嵩陵是五代十国后周开国皇帝太祖郭威的陵墓，位于中华人民共和国河南省新郑市北约十八公里郭店南约一公里的周庄村，冢高约19米，周长约103米。墓葬规模较小，仅石碑一座。无石雕俑群。
郭威在显德元年（954年）正月十七驾崩，四月十二葬於嵩陵。嵩陵为封土陵冢，与周世宗庆陵、周恭帝顺陵并立，构成了后周皇陵。遵照周太祖的遗言，陵园规制简约，只有石柱、石人、石兽，不修下宫。